# الأكاديمية الصينية للحكم
الأكاديمية الصينية للحكم (في اللغة الصينية: 国家行政学院) كانت مؤسسة تدريب للمسؤولين الحكوميين المتوسطين والكبار في حكومة الصين ، وتقع في منطقة هايديان ، بكين ،  وتحت قيادة مجلس الدولة مباشرة . تأسست في عام 1994 ، واسمها السابق هو المدرسة الوطنية الصينية للإدارة ، وتم تغيير اسمها إلى الاسم الحالي الاكاديمية الصينية للحكم في عام 2010.
بموجب خطة تعميق إصلاح مؤسسات الحزب والدولة، تم دمج الاكاديمية الصينية للحكم مع مدرسة الحزب الشيوعي الصيني المركزية في مارس 2018.

## التاريخ
بدأت المدرسة الوطنية الصينية للإدارة البناء في عام 1988 وافتتحت رسميًا في سبتمبر 1994. وهي مركز تدريب على أحدث طراز لموظفي الخدمة المدنية المتوسطة والكبيرة وكبار المديرين التنفيذيين وزملاء أبحاث السياسات. وتقدم الاستشارات السياسية للإدارة الحكومية وتعمل على تطوير البحث النظري في مجال الإدارة العامة.
مسؤولياتها الرئيسية هي: تدريب المقاطعات (الوزارية) ، المديرين، وبعض المديرين الإداريين وموظفي الخدمة المدنية. إضافة إلى تدريب كبار موظفي الخدمة المدنية من حكومتي هونغ كونغ وماكاو ؛ تدريب كبار المسؤولين التنفيذيين في الدول الأجنبية ؛ تدريب قادة الشركات الرئيسية المملوكة للدولة ؛ تطوير تعليم درجات الماجستير والدكتوراه فيما يتعلق بالتخصصات الرئيسية للمدرسة واستقبال الطلاب والمتدربين الدوليين على أساس لوائح الدولة ؛ التوصية بالمتدربين المتميزين للحكومات المركزية والمحلية وكذلك الإدارات ذات الصلة ؛ دراسة القضايا الهامة المتعلقة بمواضيع تدريب مهارات الخدمة المدنية والمشاركة في صنع سياسة تدريب الخدمة المدنية ؛ تجميع وترجمة المواد التدريبية والمراجع ذات الصلة ؛ إجراء البحوث في القضايا الحكومية الهامة واحتياجات التدريس، واقتراح المشورة بشأن السياسات لمجلس الدولة وبعض الوزارات والهيئات ذات الصلة ؛ التعاون مع الوزارات الأخرى ذات الصلة لتوجيه تدريب الخدمة المدنية للمعاهد المحلية والادارات العامة، بما في ذلك المسؤولية عن بعض برامج تطوير أعضاء هيئة التدريس ؛ تعزيز التبادلات والتعاون مع مدارس ومعاهد الإدارة العامة، ووكالات إدارة موظفي الخدمة المدنية، والمنظمات الدولية ذات الصلة والجمعيات الأكاديمية في جميع أنحاء العالم ؛ إضافة إلى مسؤولية الاكاديمية عن المهام الأخرى التي تُكلف بها من قبل مجلس الدولة. 
تعمل المدرسة الوطنية الصينية للإدارة في ظل نظام المسؤولية الرئاسية، ويتولى زعيم مجلس الدولة في نفس الوقت منصب الرئيس. يوجد في المدرسة نائب رئيس تنفيذي واحد (على المستوى الوزاري) يكون مسؤولاً عن العمليات اليومية وأربعة نواب للرئيس (على مستوى نائب الوزير). 

## روابط خارجية
- مدرسة الحزب التابعة للجنة المركزية للحزب الشيوعي الصيني (الأكاديمية الوطنية للحكم)
- Official website of China National School of Administration على موقع واي باك مشين (archive index)
- مقدمة إلى CNSA